# Final del Campionat del Món de bàsquet masculí del 2010
La final del Campionat del Món de bàsquet masculí del 2010 va ser un partit de bàsquet entre les seleccions de Turquia i els Estats Units que va tenir lloc el 12 de setembre del 2010 al pavelló Sinan Erdem Spor Salonu d'Istanbul, Turquia, i que va servir per determinar el guanyador del torneig. Els Estats Units van guanyar el títol mundial vencent Turquia per 81-64.
Aquest va ser el primer partit en un torneig major entre els Estats Units i Turquia. L'última vegada que s'havien enfrontat va ser en un amistós abans dels Jocs Olímpics de Pequín 2008, quan els Estats Units van guanyar per 114 a 82, tot i que Turquia va jugar sense la seva estrella, Hedo Türkolu.

## Detalls del partit
| 12 de setembre 21:30 Crònica | Turquia                                              | 64–'81' | Estats Units                                | Sinan Erdem Spor Salonu, Istanbul Assistència: 15,000 espectadors Àrbitres: Cristiano Jesus Maranho (BRA), Luigi Lamonica (ITA), Juan Arteaga (ESP) |
| 12 de setembre 21:30 Crònica | Resultats per quarts: 17–22, 15–20, 16–19, 16–20     |         |                                             | Sinan Erdem Spor Salonu, Istanbul Assistència: 15,000 espectadors Àrbitres: Cristiano Jesus Maranho (BRA), Luigi Lamonica (ITA), Juan Arteaga (ESP) |
| 12 de setembre 21:30 Crònica | Pts: Türkoğlu 16 Rebs: İlyasova 11 Assist: Tunçeri 5 |         | Pts: Durant 28 Rebs: Odom 11 Assist: Rose 6 | Sinan Erdem Spor Salonu, Istanbul Assistència: 15,000 espectadors Àrbitres: Cristiano Jesus Maranho (BRA), Luigi Lamonica (ITA), Juan Arteaga (ESP) |

El partit va ser ajustat durant la primera part; Turquia fins i tot va posar-se per davant per un punt durant el primer quart, però el joc atlètic dels americans va ser massa pels turcs, i els Estats Units van poder marxar en el marcador anotant bàsquets fàcils.
Kevin Durant va ser el màxim anotador del partit amb 28 punts, incloent-hi set triples. Lamar Odom va anotar 15 punts i va agafar 11 renots. Hedo Türkoğlu va ser el millor anotador de Turquia amb 16 punts. Amb aquesta victòria, Mike Krzyzewski va esdevenir el primer seleccionador estatunidenc en guanyar una medalla d'or als Jocs Olímpics i un Campionat del món de bàsquet.